# Rodrigue Beaubois
Rodrigue „Roddy” Beaubois (ur. 24 lutego 1988 w Pointe-à-Pitre) – francuski koszykarz, występujący na pozycji rozgrywającego lub rzucającego obrońcy, mistrz NBA z 2011, obecnie zawodnik zespołu Anadolu Efes.

## Osiągnięcia
Stan na 31 października 2021, na podstawie, o ile nie zaznaczono inaczej.
Drużynowe
- Mistrz:
  - Euroligi (2021)
  - Turcji (2019, 2021)[6]
- Wicemistrz:
  - Euroligi (2019)[7]
  - Eurocup (2016)
  - EuroChallenge (2009)
  - Hiszpanii (2018)
  - Francji (2016)
- Brąz:
  - mistrzostw:
    - Francji (2015)
    - Hiszpanii (2017)

  - pucharu Hiszpanii (2017)
  - superpucharu Hiszpanii (2016)
- Zdobywca:
  - superpucharu:
    - Francji (2015)
    - Turcji (2018)[6]

  - Liderów Francji (2007, 2008)
- Finalista pucharu:
  - Francji (2008)
  - Liderów Francji (2015)
  - Turcji (2019)[6]
- Uczestnik rozgrywek EuroChallenge (2007/08, 2008/09)

Indywidualne
- MVP:
  - finałów ligi tureckiej (2021)
  - Superpucharu Francji (2015)
- Zawodnik, który poczynił największy postęp w lidze francuskiej (2009)
- Uczestnik meczu gwiazd ligi:
  - francuskiej LNB Pro A (2014/2015, 2015/2016)
  - tureckiej (2019[6], 2020[8])

NBA
- Mistrz NBA (2011)[1]